# La Pintana
La Pintana is een gemeente in de Chileense provincie Santiago in de regio Región Metropolitana. La Pintana telde 177.335 inwoners in 2017.